# Iyasou III d'Éthiopie
Iyasou III (ou Joshua III) fut Négus d'Éthiopie sous le nom de Ba'ela Sagad du 16 février 1784 au 24 avril 1788. Il est membre de la Dynastie salomonide.
Iyasou III est le fils de l’Abeto Atsequ lui-même fils cadet de Iyasou II et de sa première épouse Amhara. Il est couronné le 16 février 1784 après la première déposition de Tekle Giyorgis. Il est posé sur le trône par quelques nobles de hauts rangs. Après que les généraux lui prêtèrent allégeance en présence de l’Aboun Yosab et de l’Ichege, Iyasou promu un certain nombre de personnes : Le Qegnazmach Tsadalu devient Ras Betwodded, le Ras Haile Yosadiq devient gouverneur du Godjam, l'Agew Balambaras Ali devient Dejazmach de Bégemeder et Wolde Gabriel est libéré et nommé Dejazmach du Tigray. Son règne de quatre ans a été perturbé par des querelles entre Wolde Selassié, Haile Yosadiq et d'autres.
Selon E.A. Wallis Budge, l'un des gouverneurs déposa Iyasou qui mourut peu de temps après de la petite vérole (le 24 avril). Cependant, selon le récit contemporain de la chronique royale, peu de temps après, le Dejazmach Ali fit revenir Tekle Giyorgis de son exil à Amba Sel et le restaura sur le trône, le Ras Haile Yosadiq marcha du Godjam sur Gondar avec l'intention de restaurer Iyasou. Lorsque Haile entra dans la ville avec son candidat, Tekle Giyorgis avait prudemment fui. Lorsque Ali marcha à son tour sur la ville, Haile abandonna Iyasou qui dû fuir au Tigray sous la protection du Ras Guebra. Après la défaite de l'alliance du Ras Haile Yosadiq à la bataille de Madab à la fin 1788, l'une des personnes capturées était Iyasou. Dans tous les cas, selon Henry Salt, Iyasou meurt en 1810.